# Станетинци (Церквењак)
Станетинци (словен. Stanetinci) су насељено место у општини Церквењак, Подравска регија, Словенија.

## Историја
До територијалне реорганизације у Словенији били су у саставу старе општине Ленарт.

## Становништво
У попису становништва из 2011. године, Станетинци су имали 161 становника.
| Број становника према пописима | Број становника према пописима | Број становника према пописима |
| ------------------------------ | ------------------------------ | ------------------------------ |
| 1991                           | 2002                           | 2011                           |
| 185                            | 168                            | 161                            |